# Édouard Goursat
Édouard Jean-Baptiste Goursat (ur. 21 maja 1858 w Lanzac, zm. 25 listopada 1936 w Paryżu) – francuski matematyk znany przede wszystkim z wkładu w analizę matematyczną i teorię grup.

## Kariera naukowa
W 1881 roku uzyskał doktorat w École normale supérieure w Paryżu za pracę Sur l'equation differentialle lineaire qui admet integrale la serie hypergeometrique („O równaniach różniczkowych liniowych, które wyrażają się całką szeregu hipergeometrycznego”). Tam duży wpływ wywarli na niego Jean Darboux, Charles Hermite i Émile Picard. Nauczał na Uniwersytecie Paryskim, Uniwersytecie w Tuluzie i École Normale Supérieure; jego wykłady z ostatniej z uczelni stały się podstawą trzytomowej pozycji Cours d'analyse mathématique („Kurs analizy matematycznej”). Po raz pierwszy użył w niej nazwy reguła de l’Hospitala.
Obecna postać twierdzenia całkowego Cauchy’ego zawiera ulepszenia jego autorstwa, dlatego nazywa się je czasami twierdzeniem lub lematem Cauchy’ego–Goursata. Choć Élie Cartan zdawał sobie sprawę, że twierdzenie Greena, twierdzenie Stokesa i twierdzenie Ostrogradskiego–Gaussa mogą być wyrażone za pomocą form różniczkowych, to jednak Goursat w 1917 roku pierwszy zauważył, że uogólnienie Vita Volterry (nazywane dziś uogólnionym twierdzeniem Stokesa) może być zapisane za pomocą form różniczkowych jako {\displaystyle \textstyle \int _{\partial T}\omega =\int _{T}\mathrm {d} \omega }.
Lemat Goursata dla grup (w przedstawionej w artykule postaci, choć dla grup skończonych i bez kryterium normalności) pojawił się po raz pierwszy w pracy Sur les substitutions orthogonales et les divisions régulières de l’espace („O podstawieniach ortogonalnych i podziałach regularnych przestrzeni”) z 1889 roku.